# Volksabstimmungen in der Schweiz 1934
Dieser Artikel bietet eine Übersicht der Volksabstimmungen in der Schweiz im Jahr 1934.
In der Schweiz fand auf Bundesebene eine Volksabstimmung statt, im Rahmen eines Urnengangs am 11. März. Dabei handelte es sich um ein fakultatives Referendum.

## Abstimmung am 11. März 1934

### Ergebnis

Abstimmungsplakat von Emil Cardinaux

| Nr. | Vorlage                                               | Art | Stimm- berechtigte | Abgegebene Stimmen | Beteiligung | Gültige Stimmen | Ja      | Nein    | Ja-Anteil | Nein-Anteil | Stände | Ergebnis |
| --- | ----------------------------------------------------- | --- | ------------------ | ------------------ | ----------- | --------------- | ------- | ------- | --------- | ----------- | ------ | -------- |
| 118 | Bundesgesetz über den Schutz der öffentlichen Ordnung | FR  | 1'167'508          | 922'184            | 78,98 %     | 908'071         | 419'399 | 488'672 | 46,19 %   | 53,81 %     | –      | nein     |

### Schutz der öffentlichen Ordnung («Lex Häberlin II»)
Bei den Unruhen von Genf am 9. November 1932 gerieten gewalttätige Rechts- und Linksextremisten aneinander. Die überforderte Polizei rief die Armee um Hilfe, die ohne Vorwarnung in die Menschenmenge schoss. Dabei kamen 13 Menschen ums Leben und 60 weitere wurden verletzt. In der darauf folgenden Session erklärte das Parlament eine Motion des katholisch-konservativen Nationalrats Heinrich Walther für dringlich, die den Bundesrat zu einer Revision des Bundesstrafrechts aufforderte. Justizminister Heinrich Häberlin musste eine Lösung finden, die in einer unausweichlichen Referendumsabstimmung bestehen würde, denn bereits zehn Jahre zuvor war er mit einer Strafrechtsrevision gescheitert. Der von ihm persönlich redigierte Vorschlag stiess in der vorberatenden Nationalratskommission auf vorsichtige Akzeptanz seitens der SP-Vertreter, doch das Parlament fügte in der Debatte mehrere umstrittene Straftatbestände hinzu, die für die Linken inakzeptabel waren. Daraufhin ergriffen SP und KPS das Referendum. Aus ihrer Sicht hänge das Gesetz unliebsamen politischen Gegnern und ihrer Presse einen Maulkorb um und schütze willkürliche staatliche Versammlungsverbote. Die Frontenbewegung wiederum kritisierte, es trage dazu bei, ein unfähiges und überlebtes System zu erhalten. Auf der anderen Seite wiesen die Befürworter darauf hin, dass das Gesetz politisch neutral sei und nicht einseitig gegen die Linke ziele, sondern vielmehr die rechtsstaatliche Grundordnung der Schweiz vor Angriffen schütze. Rund 54 Prozent der Abstimmenden lehnten das Gesetz ab.